# Borelovská míra
Borelovská míra je v matematice, jmenovitě v teorii míry definována takto: nechť X je lokálně kompaktní Hausdorffův prostor a nechť {\displaystyle {\mathfrak {B}}(X)} je nejmenší σ-algebra tvořená otevřenými množinami z X, známá jako σ-algebra borelovských množin. Libovolná míra µ definovaná na σ-algebře borelovských množin se nazývá borelovská míra. Někteří autoři navíc vyžadují, aby µ(C) < ∞ pro každou kompaktní množinu C. Pokud je borelovská míra µ vnitřní regulární míra i vnější regulární míra, nazývá se Borelovská regulární míra (někteří autoři navíc vyžadují, aby byla těsná). Pokud je µ vnitřní regulární a lokálně konečná, nazývá se Radonova míra. Všimněte si, že lokálně konečná borelovská míra automaticky splňuje podmínku, že µ(C) < ∞ pro každou kompaktní množinu C.

## Na reálné ose
Reálná osa {\displaystyle \mathbb {R} } se svou obvyklou topologií je lokálně kompaktní Hausdorffův prostor, takže na ní můžeme definovat borelovskou míru. V tomto případě je {\displaystyle {\mathfrak {B}}(\mathbb {R} )} nejmenší σ-algebra obsahující otevřené intervaly množiny reálných čísel {\displaystyle \mathbb {R} }. Přestože existuje mnoho Borelovských měr µ, obvykle se používá míra, která přiřazuje každému intervalu {\displaystyle <a,b>} míru {\displaystyle \mu (<a,b>)=b-a}. V praxi tato borelovská míra není nejužitečnější mírou definovanou na σ-algebře borelovských množin; vskutku, Lebesgueova míra {\displaystyle \lambda } je rozšířením této borelovské míry, která je na rozdíl od borelovské míry úplná. Pro objasnění, když řekneme, že Lebesgueova míra {\displaystyle \lambda } je rozšířením borelovské míry {\displaystyle \mu }, znamená to, že každá borelovsky měřitelná (B-měřitelná) množina E je také lebesgueovsky měřitelná, a pro borelovské množiny se borelovská míra a Lebesgueova míra shoduje (tj. {\displaystyle \lambda (E)=\mu (E)} pro každou Borelovsky měřitelnou množinu).